# Erpodium luzonense
Erpodium luzonense är en bladmossart som beskrevs av H. Crum 1972 [1973. Erpodium luzonense ingår i släktet Erpodium och familjen Erpodiaceae. Inga underarter finns listade i Catalogue of Life.